# Umwelt-Tempolimit
Umwelt-Tempolimit bezeichnet ein Tempolimit, das aus Gründen des Umweltschutzes eingerichtet wurde.

## Österreich
In Österreich gilt für Fahrzeuge mit Verbrennungsmotor auf bestimmten Autobahnen ein Umwelt-Tempolimit von 100 km/h. Davon ausgenommen sind u. a. Elektroautos.

### Immissionsschutzgesetz – Luft(IG-L)

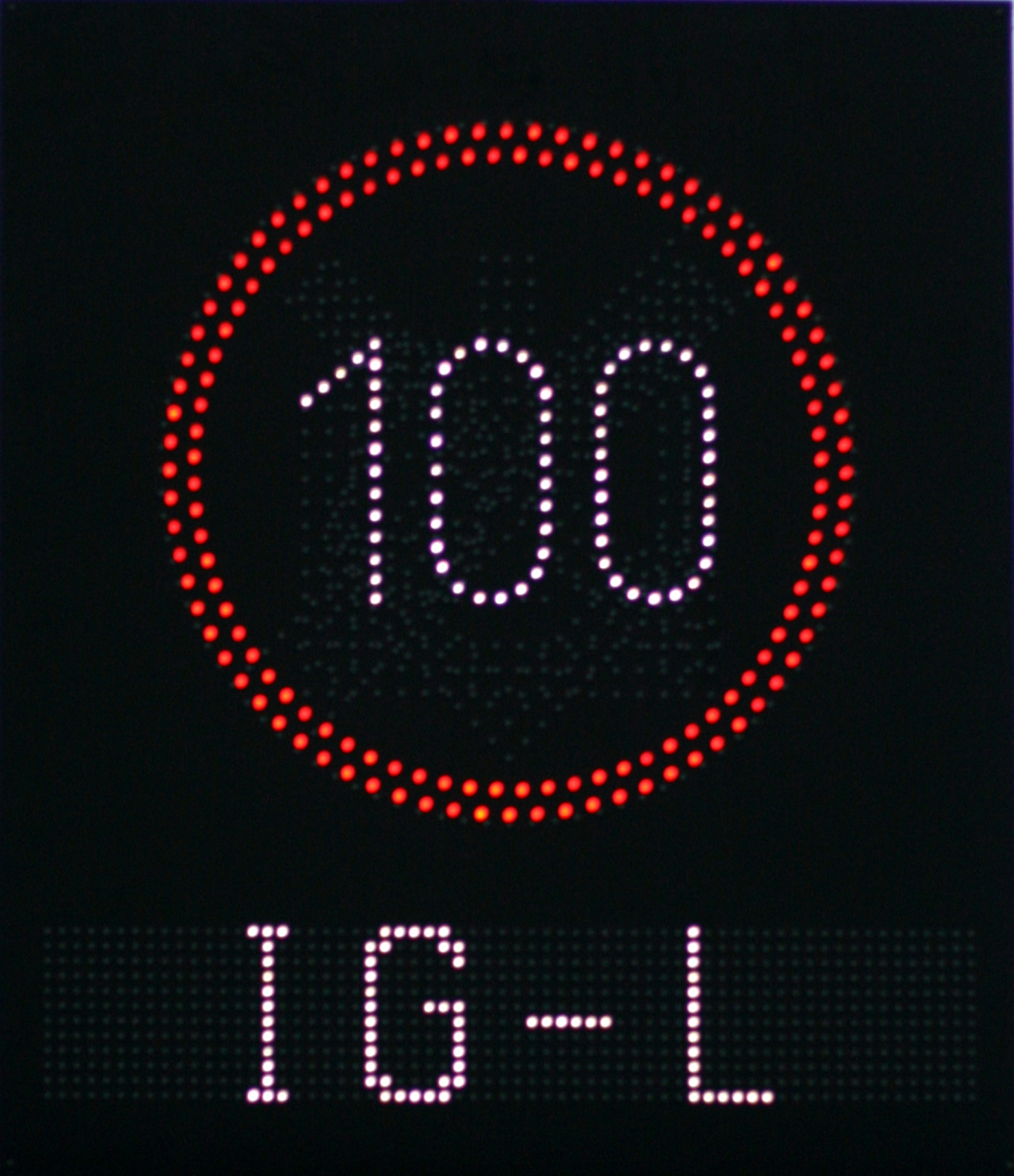
Anzeige der Geschwindigkeitsbeschränkung in einer IG-L-Zone mittels Verkehrsbeeinflussungsanlage

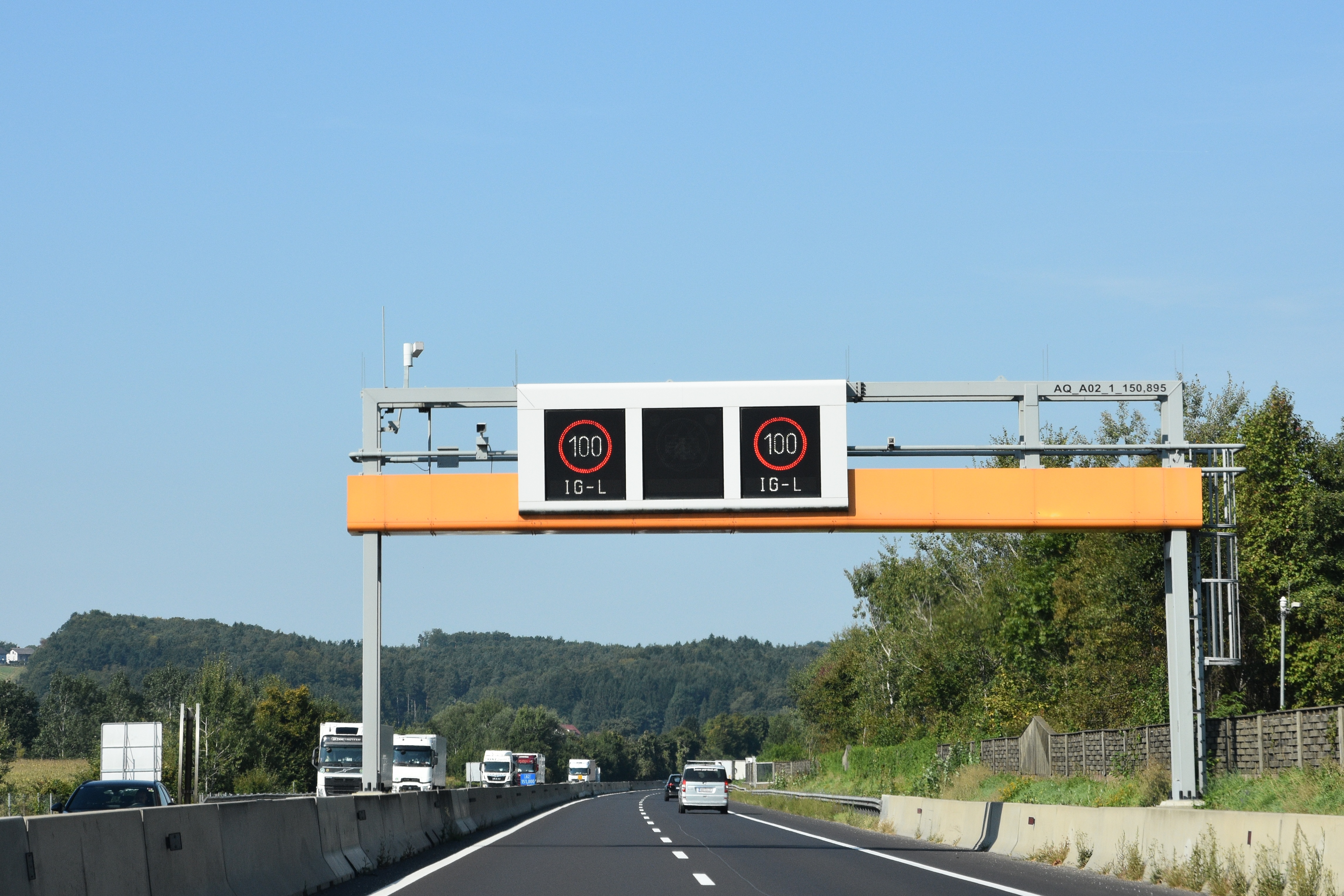
IG-L Südautobahn A2

Auf Grundlage des § 14 Immissionsschutzgesetz – Luft (IG-L) können in sogenannten „Sanierungsgebieten“ für „Kraftfahrzeuge im Sinne des § 2 Abs. 1 Z 1 KFG 1967 […] oder für bestimmte Gruppen von Kraftfahrzeugen […] Geschwindigkeitsbeschränkungen und zeitliche und räumliche Beschränkungen des Verkehrs angeordnet werden.“ Rechtlich umgesetzt werden derartige „Maßnahmen für Kraftfahrzeuge“ im Bundesland durch Verordnung des jeweiligen Landeshauptmanns.
Von den zeitlichen und räumlichen Beschränkungen ausgenommen sind gemäß § 14 Abs. 2 ex-lege Einsatzfahrzeuge sowie weitere bestimmte Fahrzeuggruppen. Dies betrifft vor allem Fahrzeuge die zur Sicherung und Aufrechterhaltung der staatlichen Versorgung oder deren Betrieb im vorwiegend öffentlichen Interesse liegt.
Weiters ausgenommen sind „Fahrzeuge mit monovalentem Methangasantrieb oder ausschließlich elektrischem Antrieb sowie plug-in-hybrid-elektrische Fahrzeuge, die mit ausschließlich elektrischem Antrieb eine Mindestreichweite von 50 km aufweisen“ (Ziffer 5) sowie „Fahrzeuge, die von Inhabern eines Ausweises gemäß § 29b StVO 1960 selbst gelenkt oder als Mitfahrer benutzt werden“ (Ziffer 8).
Die Geschwindigkeitsbeschränkungen nach § 14 IG-L galten ursprünglich für alle
Kraftfahrzeuge. Ausgenommen sind nur „Einsatzfahrzeuge gemäß § 2 Abs. 1 Z 25 StVO 1960 und Fahrzeuge des öffentlichen Sicherheitsdienstes bei Fahrten, die für die ordnungsgemäße Ausübung des Dienstes erforderlich sind“.
Seit 23. November 2018 sind zusätzlich Fahrzeuge mit reinem Elektroantrieb oder mit Wasserstoff-Brennstoffzellentechnologie, die gemäß § 49 Abs. 4 Z 5 KFG gekennzeichnet sind und auf Autobahnen oder Schnellstraßen betrieben werden, ausgenommen, sofern darauf mittels Hinweisschildern ausreichend aufmerksam gemacht wird.
Die Anzeige der bei erhöhter Schadstoffbelastung nach IG-L zulässigen Höchstgeschwindigkeit erfolgt auf den Autobahnen und Schnellstraßen in den meisten Fällen automatisch durch Verkehrsbeeinflussungsanlagen (VBA). Nachfolgend sind die derzeit auf Autobahnstrecken gültigen Geschwindigkeitsbeschränkungen aufgelistet:
| Land           | Straße                        | Sanierungsgebiet nach IG-L                                                        | Geschwindigkeits- beschränkung | Rechtliche Grundlage (Verordnung) |
| -------------- | ----------------------------- | --------------------------------------------------------------------------------- | ------------------------------ | --------------------------------- |
| Oberösterreich | A 1 West Autobahn             | km 154,9 – 175,5 (Anschlussstelle Enns-Steyr bis Knoten Haid)                     | 100 km/h                       | LGBl. Nr. 101/2008                |
| Steiermark     | A 2 Süd Autobahn              | km 149,3 – 194,6                                                                  | 100 km/h (1)                   | LGBl. Nr. 70/2009                 |
| Steiermark     | A 9 Pyhrn Autobahn            | km 165,9 – 214,7                                                                  | 100 km/h (1)                   | LGBl. Nr. 70/2009                 |
| Salzburg       | A 10 Tauern Autobahn          | km 2,8 – 27,6 (Wals-Siezenheim bis Golling)                                       | 100 km/h                       | LGBl. Nr. 89/2008                 |
| Tirol          | A 12 Inntal Autobahn          | km 0,0 – 91,9 (Staatsgrenze bis Zirl) km 131,2 – 145,5 (Karrösten bis Zams)       | 100 km/h (2)                   | LGBl. Nr. 145/2014                |
| Tirol          | A 13 Brenner Autobahn         | km 0,0 – 12,0 (Innsbruck bis Schönberg im Stubaital) einschließlich A 131-Westast | 100 km/h (2)                   | LGBl. Nr. 145/2014                |
| Vorarlberg     | A 14 Rheintal/Walgau Autobahn | km 36,2 – 37,0 (Feldkirch)                                                        | 100 km/h (2)                   | LGBl. Nr. 34/2005                 |

Auf der West Autobahn A 1 im Bereich des Gemeindegebietes von Salzburg von/bis Gemeindegebiet von Wals-Siezenheim wurde zwischen 20. Februar und 19. Mai 2014 auf die Dauer von drei Monaten eine vorübergehende Beschränkung nach IG-L auf 80 km/h verordnet (Westautobahn-Geschwindigkeitsbeschränkungs-Verordnung),
um die Auswirkungen auf die Luftgüte in diesem Bereich zu testen.
Seit Jahresbeginn 2006
gilt nach § 1 IG-L als Sanierungsgebiet das gesamte Landesgebiet von Wien (also auch außerhalb des Ortsgebietes) und nach § 4 als Maßnahmen für den Verkehr eine Geschwindigkeitsbeschränkung von 50 km/h. Ausgenommen im Stadtgebiet sind die Autobahnen und Autostraßen sowie Teile der Straßenzüge von B 1, B 7, B 8 und B 17.

## Deutschland

### Emissionen des Verkehrssektors

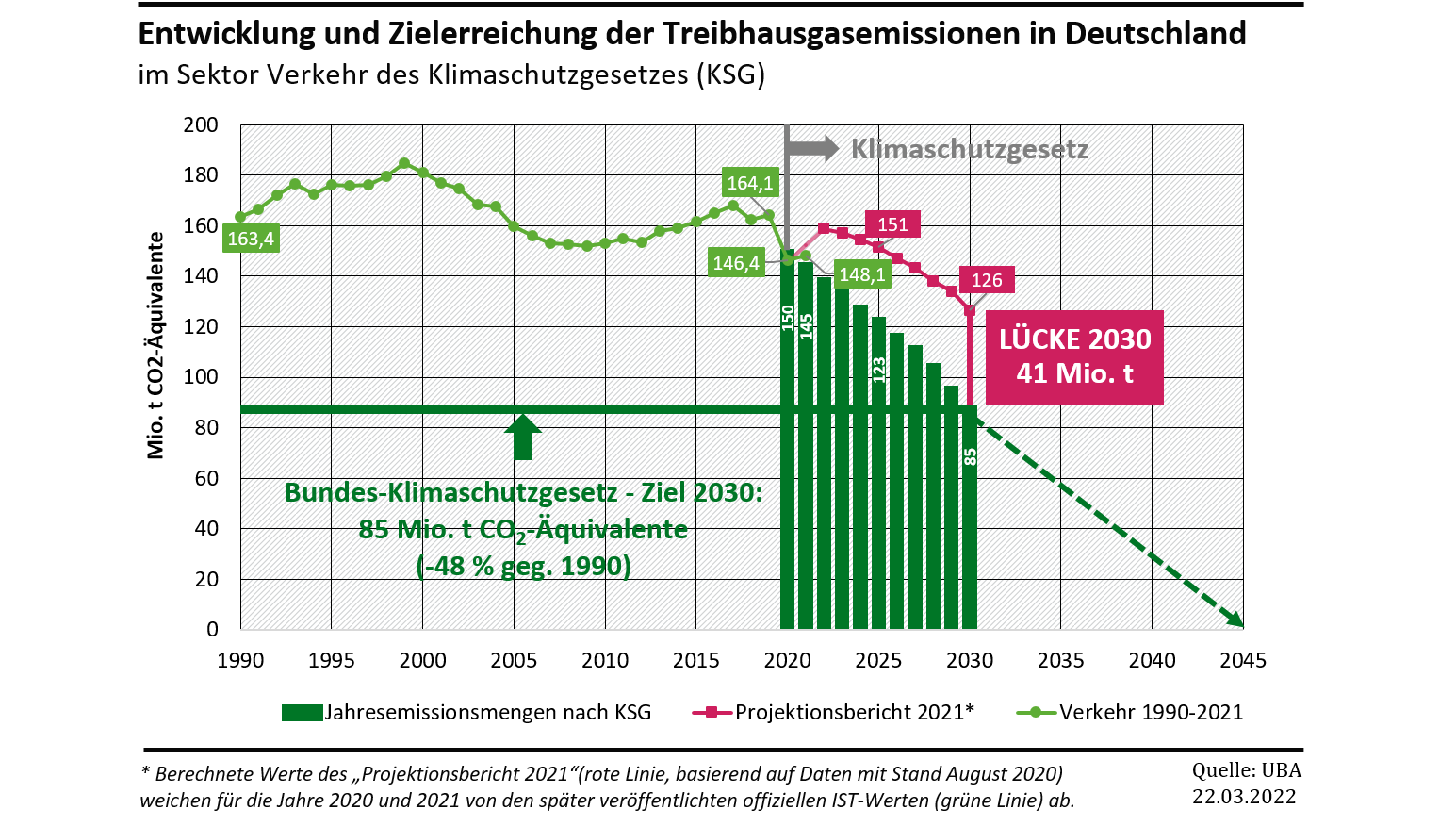
Treibhausgas-Entwicklung
mit Umsetzungs-Lücke (rot)
und fehlenden Zielen für 2030–2045

2019 war der Verkehrssektor in Deutschland für rund 164 Millionen Tonnen Treibhausgase verantwortlich. Das entspricht 20 Prozent der Treibhausgasemissionen Deutschlands. Gegenüber 1990 ist der relative Anteil um 7 Prozent Prozentpunkte gestiegen. Das Bundes-Klimaschutzgesetz verlangt aber eine Reduktion auf 85 Millionen Tonnen bis spätestens 2030.
Für jedes Jahr ist die zu erreichende Reduktion festgeschrieben: auf 150 Millionen Tonnen CO₂-Äquivalente für das Jahr 2020, 145 Mio. To. (2021), 139 Mio. To. (2022), 134 Mio. To. (2023), 128 Mio. To. (2024), 123 Mio. To. (2025), 117 Mio. To. (2026), 112 Mio. To. (2027), 105 Mio. To. (2028), 96 Mio. To. (2029), 85 Mio. To. (2030). 2020 und 2021 wurden die Zahlen wegen der COVID-19-Pandemie erreicht.
Das Bundesverfassungsgericht erklärte 2021 mehrere Teile des Gesetzes als mit den Grundrechten unvereinbar und verpflichtete den Gesetzgeber, bis Ende 2022 die Minderungsziele entsprechend zu regeln.
Zu den Auswirkungen eines Tempolimits schreibt das Umweltbundesamt:

„Die Einführung eines allgemeinen Tempolimits auf Autobahnen wäre ein kurzfristig realisierbarer, kostengünstiger und wirksamer Beitrag zur Reduzierung der Treibhausgasemissionen des Verkehrs. Zudem würde auch die Verkehrssicherheit erhöht und die Lärm- und Schadstoffemissionen gemindert.“

### Studien zur CO₂-Reduktion
Das deutsche Bundesumweltamt berechnete, dass ein bundesweites, generelles Tempolimit von 120 Kilometern pro Stunde (km/h) auf Autobahnen die gesamten CO₂-Emissionen von Pkw und leichten Nutzfahrzeugen um rund 2,6 Mio. Tonnen CO₂ senken könnte. Bei einem Tempolimit von 100 km/h läge die Minderung bei 5,4 Mio. Tonnen CO₂, bei 130 km/h 1,9 Mio. Tonnen CO₂. Bei einer neuen Studie mit Verkehrs-Daten des Navigationsherstellers TomTom kam das Bundesumweltamt bei einem Tempolimit von 120 km/h auf eine Reduktion von 6,7 Mio. Tonnen CO₂. Die Ergebnisse wurden von vielen Seiten kritisiert, da diese Studie auf fünf Jahre alten Daten zurückgriff und diese verzerrt seien und deutliche Verlagerungen von der Straße auf die Schiene beinhalteten. Ein Gegengutachten, das von der FDP daraufhin beantragt wurde, kam lediglich auf eine Einsparung von bis zu 1,1 Mio. Tonnen CO₂ bei einem Tempolimit von 120 km/h.
Die Agora Verkehrswende berechnete für die Einführung eines Tempolimit von 130 km/h eine Einsparung von 1–2 Mio. Tonnen CO₂. Bei 120 km/h 2–3,5 Mio. Tonnen CO₂.
Die Deutsche Umwelthilfe berechnete für Tempo–100/80/30 eine Reduktion von insgesamt 11,1 Millionen Tonnen CO₂-Äquivalente, das entspricht 36 Prozent. Auf der Autobahn werden durch Tempo–100 etwa 9,6 Millionen Tonnen CO₂-Äquivalente gespart.
Dazu nutzten sie eine Studie des Umweltbundesamts von 2023, in der differenzierte Berechnungen zu Tempo–120 und Tempo–80 angestellt wurden. Eine ebenso differenzierte Studie für Tempo–100 soll demnächst erfolgen.

### Autobahn

Alternativer Entwurf eines Verkehrsschildes aus klimabedingtem Anlass

Im Jahr 2020 verursachten Pkw und leichte Nutzfahrzeuge auf Bundesautobahnen in Deutschland Treibhausgasemissionen von rund 39,1 Millionen Tonnen CO₂-Äquivalente. Die Deutsche Umwelthilfe berechnete, dass ein Tempolimit von 100 km/h die Treibhausgasemissionen um 9,6 Millionen Tonnen CO₂-Äquivalente mindern würde. Das entspricht einer Minderung von 31 Prozent. Ein Tempolimit von 120 km/h würde die Emissionen um jährlich 6,7 Millionen Tonnen CO₂-Äquivalente reduzieren, entsprechend 21 Prozent. Ein Tempolimit von 130 km/h würde die Treibhausgasemissionen um 1,6 Millionen Tonnen reduzieren, entsprechend 4,9 Prozent.
| Tempo | Reduktion       | in % |
| ----- | --------------- | ---- |
| 100   | 9,6 Mio. Tonnen | 31,0 |
| 120   | 6,7 Mio. Tonnen | 21,0 |
| 130   | 1,6 Mio. Tonnen | 04,9 |

In der Schweiz und in Liechtenstein gilt Tempo 120 seit 1985. Grüne, SP und GLP fordern Tempo 100.

### Landstraße
Rund 43 Prozent der Gesamtfahrleistung von Pkw entstehen in Deutschland auf Straßen außerhalb geschlossener Ortschaften (Autobahnen ausgenommen).
Ein Tempolimit von 80 km/h würde die Treibhausgasemissionen um 1,1 Millionen Tonnen CO₂ reduzieren. Das entspricht einer Minderung von 5 bis 8 Prozent.
In der Schweiz und in Liechtenstein ist Tempo 80 schon seit 1985 eingeführt. Tempo 80 gilt in einigen weiteren europäischen Ländern.

### Studie des Umweltbundesamtes 1999
Gemäß einer im Jahr 1999 veröffentlichten Studie des Umweltbundesamtes könnten 9 % der CO2-Emissionen auf westdeutschen Autobahnen durch eine generelle Geschwindigkeitsbegrenzung auf 120 km/h (bei einem Befolgungsgrad von 80 %) eingespart werden. Das entspreche 3 % der Emissionen aller PKW in Deutschland und 0,3 % der gesamten CO2-Emissionen Deutschlands (2,2 Millionen Tonnen CO2). Mit einem Tempolimit auf 100 km/h sollen sich 4,7 Millionen Tonnen CO2 einsparen lassen (Bezugsjahr: 1996).
| Komponente | absolut (PKW) | (alle) PKW im BAB-Netz | PKW im Gesamtnetz | Straßenverkehr (gesamt) | Gesamtemission (alle Verursacher) |
| ---------- | ------------- | ---------------------- | ----------------- | ----------------------- | --------------------------------- |
| CO         | − 214 kt/a    | − 28 %                 | − 9 %             | < − 7 %                 | − 3,9 % 1                         |
| HC         | − 3 kt/a      | − 09 %                 | − 1 %             | < ≤ 1 %                 | − 0,2 % 1                         |
| NOX        | − 18 kt/a     | − 16 %                 | − 5 %             | < − 2 %                 | − 1,0 % 1                         |
| CO2        | − 2200 kt/a   | − 09 %                 | − 3 %             | < – 2 %                 | − 0,3 % 2                         |

Die Prozentsätze beziehen jeweils auch die Fahrt-km von PKW mit ein, die ohnehin langsamer fahren. Bezogen auf die vom Tempolimit überhaupt nur betroffenen Fahrtstrecken mit höheren Geschwindigkeiten sind die prozentualen Emissionsminderungen höher als die Prozentsätze in der Tabelle.
Nachdem die Abgasreinigung von PKW seitdem deutlich verbessert wurde, deren Funktion aber nur bei Fahrtzyklen mit niedrigeren Fahrtgeschwindigkeiten nachgewiesen werden muss, ist davon auszugehen, dass der prozentuale Emissionsvorteil durch ein Tempolimit Anfang der 2020er Jahre deutlich höher wäre als in der vorstehenden Tabelle mit Daten aus den 1990er Jahren. Die Autohersteller sind nicht verpflichtet, das Emissionsverhalten von neuen PKW bei höheren Fahrgeschwindigkeiten nachzuweisen. Wegen der Geheimhaltung des Emissionsverhaltens bei höheren Geschwindigkeiten ist auch nicht bekannt, ob die Abgasreinigung von PKW lediglich als Folge der höheren Abgasdurchflüsse bei hoher Motorleistung, für die sie nicht ausgelegt ist, schlechter funktioniert, oder ob es zu aktiver Abschaltung der Abgasreinigung kommt (z. B. geminderter Einsatz von Harnstofflösung, was ähnlich wie Thermofenster zum Motorschutz nicht zwingend illegal sein muss).

### Studie des Umweltbundesamtes 2020
Laut Berechnungen des Umweltbundesamtes aus dem Jahr 2020 wären bei einem Limit von 130 Kilometern pro Stunde 1,9 Millionen Tonnen weniger CO2-Äquivalent im Jahr ausgestoßen. Bei maximal 120 Kilometern pro Stunde wären es jährlich 2,6 Millionen Tonnen Einsparungen an CO2-Äquivalent, bei Tempo 100 würden 5,4 Millionen Tonnen weniger CO2-Äquivalent emittiert. Die Einsparung von 2,6 Millionen Tonnen CO2-Äquivalent durch Tempo 120 entspräche den Berechnungen zufolge 6,6 Prozent der von PKW und leichten Nutzfahrzeugen auf deutschen Autobahnen im Jahr 2018 verursachten Emissionen.
Eine Analyse des Instituts für Weltwirtschaft kam 2020 zu dem Schluss, dass die volkswirtschaftlichen Kosten eines Tempolimits (130 bzw. 100 km/h), umgelegt auf die gemäß UBA dadurch vermeidbaren CO2-Emissionen, einen Preis von 716 bis 1.382 Euro je vermiedener Tonne CO2 ergeben würden. Zu diesem Zeitpunkt lag der CO2-Preis im EU-Emissionshandel bei etwa 25 Euro pro Tonne.

### Studie des Umweltbundesamtes 2023
Gemäß einer 2023 vom Umweltbundesamt veröffentlichten Studie führt ein Tempolimit von 120 Kilometern zu mehr CO2-Einsparung als bisher gedacht. Die Studie geht davon aus, dass dieses Tempolimit wegen längerer Reisezeiten zur verstärkten Nutzung von Bahn und Fernbussen sowie von kürzeren, aber langsamer zu befahrenden Strecken oder zum Verzicht auf Fahrten führen würde. Ein solches Tempolimit könne Treibhausgasemissionen in Höhe von 6,7 Millionen Tonnen CO2-Äquivalente pro Jahr einsparen. Ein zusätzliches Tempolimit von 80 Kilometern pro Stunde auf Straßen außerhalb von Ortschaften würde der Studie zufolge das Einsparpotenzial auf 8 Millionen Tonnen CO2-Äquivalente erhöhen. Durch die Kombination beider Tempolimits könnten die Treibhausgasemissionen der Pkw und Nutzfahrzeuge in Deutschland insgesamt um rund fünf Prozent gesenkt werden.

## Niederlande
In den Niederlanden gilt seit dem 16. März 2020 auf Autobahnen zwischen 6 Uhr und 19 Uhr das Tempolimit 100 km/h. In der Nacht gilt weiterhin 130 km/h.
Das Tempolimit wurde eingeführt, um die Stickstoffbelastung in der Luft zu reduzieren, da diese die zulässigen Werte überschritten hatte.
Zudem reduziert das Tempolimit die CO2-Emissionen. Ein PKW, der 100 statt 130 km/h fährt, braucht etwa ein Viertel weniger Sprit, womit auch ein Viertel weniger CO2 ausgestoßen wird.